# Villa Santa Maria
Villa Santa Maria (místními nazývaná La Vìlle) je italská obec v provincii Chieti v Abruzzu. K 31. prosinci roku 2022 žilo v obci 1120 obyvatel, v roce 2023 1136 obyvatel. Obec se nachází asi 47 kilometrů jihovýchodně od Chieti na řece Sangro.

## Osobnosti
- František Caracciolo (1563–1608), kněz, světec
- Pietro Marchitelli (1643–1729), houslista
- Michele Mascitti (1664–1760), houslista